# La Pinya
La Pinya és un poble garrotxí i antic municipi que des del 1968 forma part de la Vall d'en Bas. El 2005 tenia 163 habitants. Amb una alçada al voltant dels 500 msnm davalla pel vessant oest de la serra de Sant Valentí elevant-se de la plana de la Pinya. El poble se centra en l'església de Santa Maria, on destascava una talla de Santa Maria de la Cabeça, perduda durant la Guerra Civil espanyola.

## Geografia
L'antic terme municipal de la Pinya, de 9 km², forma un petit pla, el pla de la Pinya. Està situat a l'oest d'Olot, a la vall del Riudaura, i limitava al nord amb el terme municipal Riudaura, i al sud i a l'oest amb l'antic terme de Sant Privat d'en Bas (actualment part de la Vall d'en Bas). El terreny del pla de la Pinya té bastanta bona qualitat i s'hi produeixen grans, llegums i alls. A les serralades que limiten al pla hi ha boscos de roures i alzines.
El poble de la Pinya té la població molt disseminada i acumula un grupet de cases a la falda de la serra de Sant Valentí, al voltant de l'església parroquial de Santa Maria. A part, també formava part de l'antic municipi de la Pinya el poble de Sant Joan dels Balbs, que de fet era el més habitat. Destaquen també el mas del Serrat, amb la seva capella dedicada a la Mare de Déu del Carme, i el Mas de la Garganta.

## Història
L'antic municipi de la Pinya estava format històricament per dues parròquies: la Pinya i els Balbs. La Pinya surt esmentat el 958 amb el nom de Pinna, que canvia en Pineda (982 i 1011), Pinee (1022) i Pinea més endavant. Pel que fa als Balbs, s'escriu Balbos (958), Balbs o Balps (977) i Balbos més endavant. El territori formava part del vescomtat de Bas, però el monestir de Ripoll exercia jurisdicció sobre la parròquia de la Pinya, i Santa Maria de Besalú, sobre la parròquia dels Balbs. L'any 1968, el municipi es fusiona amb els llavors municipis de Sant Privat d'en Bas, Sant Esteve d'en Bas i Joanetes per formar un únic municipi (la Vall d'en Bas), amb l'objectiu principal d'aconseguir la reunificació parcel·lària.